# Tlacomulco, Ahuacatlán
Tlacomulco är en ort i Mexiko.   Den ligger i kommunen Ahuacatlán och delstaten Puebla, i den sydöstra delen av landet, 140 km öster om huvudstaden Mexico City. Tlacomulco ligger 1 699 meter över havet och antalet invånare är 335.
Terrängen runt Tlacomulco är kuperad åt nordväst, men åt sydost är den bergig. Runt Tlacomulco är det ganska tätbefolkat, med 160 invånare per kvadratkilometer. Närmaste större samhälle är Zacatlán, 8,1 km sydväst om Tlacomulco. I omgivningarna runt Tlacomulco växer i huvudsak blandskog.